# ロージー・カザルス
ローズマリー・"ロージー"・カザルス（Rosemary "Rosie" Casals、1948年9月16日 - ）は、アメリカ合衆国・カリフォルニア州サンフランシスコ出身の女子プロテニス選手。“Rosebud”（バラの花束）の愛称でも知られた。
ダブルスの名手として一時代を築き、ウィンブルドン女子ダブルスで5勝、全米オープン女子ダブルスで4勝を挙げた。しかしシングルスでは1970年と1971年の全米オープンで2年連続準優勝に終わり、とうとう優勝できなかった。カザルスのテニスは、サービス・アンド・ボレーが“豹のように速い”曲芸師のような動きを特徴としていた。女子プロテニス選手としてシングルス通算11勝、ダブルス通算112勝を挙げ、生涯獲得賞金として136万ドルを稼いだ。著名なチェリストのパブロ・カザルスとは遠い親戚に当たる。

## 来歴
ロージー・カザルスは1966年から女子テニス世界ランキング10位以内に入り、同年の全米選手権（当時の大会名称）女子ダブルスでビリー・ジーン・キング夫人とペアを組んで初の決勝に進出したが、最初の時はマリア・ブエノ（ブラジル）とナンシー・リッチー（アメリカ）の組に敗れている。1967年にカザルスとキング夫人の組は、ウィンブルドンと全米選手権で女子ダブルス2連勝を飾った。それ以来、カザルスはキング夫人とのダブルスで女子テニス界に君臨し始める。1968年にテニス界は史上最大の転換期を迎え、プロ選手の4大大会出場を解禁する「オープン化」という措置を実施した。こうして、それ以前の時代とは明確に区別されるテニス界の「オープン化時代」（Open Era）が始まる。ロージー・カザルスとビリー・ジーン・キング夫人、そしてフランソワーズ・デュール（フランス）とアン・ヘイドン＝ジョーンズ（イギリス）の4人の女子選手が、「オープン化時代」以後最初に「プロテニス選手契約書」にサインした。こうしてテニス界にもプロ化の流れが始まる。オープン化時代最初の年となった1968年の4大大会女子ダブルスでは、カザルスとキング夫人の組はウィンブルドンで2連覇を達成したが、全仏オープンと全米オープンの女子ダブルスでは準優勝に終わった。全豪オープンは1969年に第1回の「オープン化制度大会」が行われたが、そこでもカザルスとキング夫人の組は決勝で敗れた。それ以後、この組は全豪オープンに出場しなかった。
1970年と1971年の2年連続で、ロージー・カザルスは全米オープンの女子シングルス決勝に進出した。しかし、1970年の決勝ではマーガレット・コート夫人に 2-6, 6-2, 1-6 で敗れ、コート夫人による女子テニス史上2人目の「年間グランドスラム」を目撃する。1971年の決勝ではダブルス・パートナーのビリー・ジーン・キング夫人に 4-6, 6-7 で敗れ、とうとうシングルス優勝は実現できなかった。1966年から1975年までの10年間に、カザルスとキング夫人の組は全米オープン女子ダブルス決勝に8回出場して「3勝5敗」の戦績を残している。ウィンブルドン女子ダブルス決勝では5戦全勝となった。カザルスはウィンブルドンの混合ダブルスでも1970年と1972年の2度優勝があり、どちらもパートナーはルーマニアのイリ・ナスターゼと組んだ。
テニス経歴の後期に入ると、ビリー・ジーン・キング夫人はマルチナ・ナブラチロワとペアを組むことが多くなり、カザルスとは疎遠になった。そのため、カザルスはキャリアの後期にはオーストラリアのウェンディ・ターンブルと組んで活躍した。カザルスとターンブルの組は全米オープン女子ダブルスで1981年と1982年に2年連続決勝進出があり、カザルスは1982年の大会で1974年以来8年ぶり4度目の優勝を飾った。しかし、1982年全仏オープンと1983年ウィンブルドンの女子ダブルスでは準優勝に終わっている。
カザルスの時代は、テニス界における「男女の賞金格差」が大きかったため、当時の女子プロテニス選手たちは年間に多数の試合をこなしていた。こうした点でも、カザルスはキング夫人と行動をともにすることが多く、テニス史上最大の転換点に大きな足跡を残した名選手のひとりに数えられる。ダブルスにおける大きな業績を評価され、ローズマリー・カザルスは1996年に国際テニス殿堂入りを果たした。

## 4大大会ダブルス優勝
- ウィンブルドン　女子ダブルス：5勝（1967年＆1968年・1970年＆1971年・1973年）／混合ダブルス：2勝（1970年・1972年）
- 全米オープン　女子ダブルス：4勝（1967年・1971年・1974年・1982年）　［同部門準優勝6度：1966年・1968年・1970年・1973年・1975年・1981年］

## 関連映像作品
- バトル・オブ・ザ・セクシーズ - 2017年公開の映画。ナタリー・モラレスがカザルスを演じた。
- When Billie Beat Bobby - 2001年にABCで放映されたテレビ映画。エリザベス・ベリッジがカザルスを演じた。